# Staging the Seventh Wave
Staging the Seventh Wave is een livealbum van Silhouette. Het werd opgenomen in het Parktheater in Alphen aan den Rijn (15 april 2016, cd en dvd) en in Starsound in Utrecht (8 mei 2015, dvd-bonustrack). Het concert vond plaats ter promotie van het studioalbum Beyond the seventh wave.

## Musici
- Brian de Grave – zang, 12-snarige gitaar, tamboerijn
- Daniel van der Weijde – elektrische gitaren
- Jurjen Bergsma – basgitaar
- Erik Laan – toetsinstrumenten en baspedalen
- Rob van Nieuwenhuijzen – slagwerk

Met
- Bart Laan – gitaar
- Tamara van Koetsveld – klarinet
- Sophie Zaaijer – viool
- Maryo – achtergrondzang

## Muziek
| Nr. | Titel                                  | Duur  |
| --- | -------------------------------------- | ----- |
| 1.  | Prologue (cd/dvd)                      | 3:31  |
| 2.  | Betrayed (cd/dvd)                      | 1:46  |
| 3.  | Web Of Lies - part 1 The Vow (cd/dvd)  | 8:31  |
| 4.  | Web Of Lies - part 2 The Plot (cd/dvd) | 4:24  |
| 5.  | In Solitary (cd/dvd)                   | 6:17  |
| 6.  | Escape (cd/dvd)                        | 5:37  |
| 7.  | Lost Paradise (cd/dvd)                 | 10:10 |
| 8.  | Betrayed Again (cd/dvd)                | 1:20  |
| 9.  | Devil's Island (cd/dvd)                | 9:12  |
| 10. | Beyond the Seventh Wave (cd/dvd)       | 7:31  |
| 11. | Wings To Fly (cd/dvd)                  | 5:54  |
| 12. | Grendel Memories (cd/dvd)              | 5:25  |
| 13. | When Snow's Falling Down (cd/dvd)      | 10:28 |
| 14. | Unreal Meeting (dvd)                   | 10:42 |
| 15. | Lost Paradise (dvd-bonus)              | 9:54  |
| 16. | Betrayed Again (dvd-bonus)             | 1:20  |
| 17. | Devil's Island (dvd-bonus)             | 8:50  |